# BUNCH COMICS
BUNCH COMICS（バンチコミックス）は、新潮社によって創刊された日本の漫画レーベル。2010年までは同社が発行する『週刊コミックバンチ』に掲載された漫画を掲載していた。2010年に『週刊コミックバンチ』が休刊すると、後継誌の1つである『月刊コミック@バンチ』に連載された漫画を単行本化している。背表紙の上には「BUNCH COMICS」というロゴマークが印刷されている。
2001年10月9日の、『蒼天の拳』（原哲夫）・『エンジェル・ハート』（北条司）・『レストアガレージ251』（次原隆二）・『眠狂四郎』（作：柴田錬三郎、画：柳川喜弘）・『ワイルドリーガー』（渡辺保裕）・リプレイJ（今泉伸二、原案：ケン・グリムウッド）の各1巻発行により創刊。